# Hakor
Hakor, také známý v řecké formě Achoris nebo Hakoris, byl staroegyptský faraon 29. dynastie. Vládl v letech 392–391 př. n. l. a následně opět 390–380 př. n. l.

## Vláda

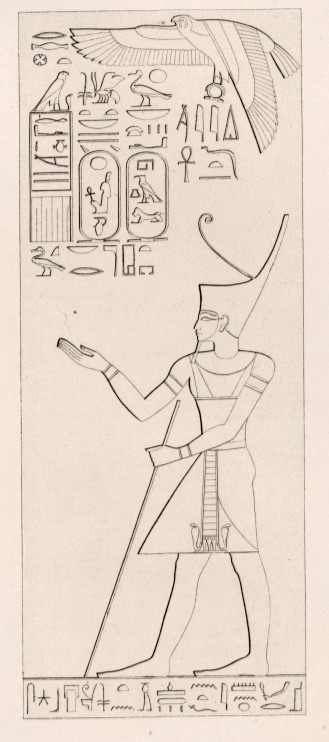
Hakor pod ochranou sokolího boha Horuse; chrám Medinet Habu

Po smrti Nefaarudže I. začal boj o trůn, a trůn si nárokovali dva nebo tři uchazeči: Hakor, Pašerimut a případně nepříliš jasná postava Muthis. V důsledku toho byl Hakor střídavě považován za legitimního nástupce Nefaarudže I. nebo jemu nepříbuzného uzurpátora Pašerimuta (390–391 př. n. l.).
V roce 1986 John D. Ray navrhl, že by Hakor mohl být dědicem Nefaarudže I. a vládnout až do druhého roku své vlády, kdy byl sesazen Pašerimutem. Po dalším roce se Hakorovi podařilo získat zpět trůn svržením uzurpátora a pokračoval ve své vládě od data svého prvního nástupu a jednoduše předstíral, že k této mezeře nikdy nedošlo. Do tohoto boje by mohl být vložen třetí uchazeč, Muthis, ale jeho role za předpokladu, že skutečně existuje, není známa. Rayova hypotéza je přijímána jinými egyptology, jako je Alan B. Lloyd a Toby Wilkinson.
Krátce po své smrti, byl Hakor nazván uzurpátorem zakladatelem následné dynastie, Nachtnebefem. Hakor a Nachtnebef mohli být nějakým způsobem příbuzní a vzájemnými soupeři, možná oba ve vztahu s Nefaarudžem I.

### Činnosti v Egyptě

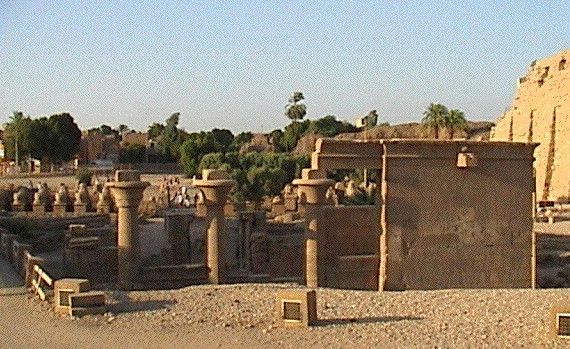
Hakorova kaple v Karnaku

Jakmile se znovu zmocnil trůnu, Hakor učinil značné úsilí, aby potvrdil svou legitimitu důrazem na své, ať už skutečné nebo smyšlené, příbuzenství s Nefaarudžem I. Také jeho stavební činnost byla pozoruhodná a rozsáhle restauroval mnoho památek svých královských předchůdců.
V Karnaku dokončil Hakor kapli pro posvátnou bárku Amon-Raa poblíž prvního pylonu. Možná také začal chrámový komplex v severní Sakkáře, který byl později dále rozvinut pod vládou Nechthareheba Jeho stavební činnost je dobře doložena na různých místech v Horním Egyptě, v chrámu Hibis v oáze Charga a na dalších místech.

### Zahraniční vztahy
Hakor zjevně opakoval zahraniční politiku svého předchůdce Nefaarudže I. V Aristofanově komedii Plutus, která byla uvedena v roce 388 př. n. l., je zmíněno spojenectví mezi Athénami a Egypťany. Theopompus zmiňuje také dohodu mezi Hakorem a Pisidiansem.

## Smrt a posloupnost
Hakor zemřel v roce 378 př. n. l., předal trůn svému synovi Nefaarudžovi II. Nicméně ten si byl schopen udržet vládu jen čtyři měsíce předtím, než byl sesazen a nahrazen generálem armády od Nachtharehebem, zakladatelem 30. dynastie